# Kladeruby nad Oslavou
Kladeruby nad Oslavou (česky do roku 1918 i Kladoruby, Kladeruby, Kraderuby či Kladruby; německy Kladerub) jsou obec v okrese Třebíč v Kraji Vysočina. Žije zde 192 obyvatel. K obci též náleží osady Sedlecká Myslivna a Vlčí Kopec.
Sousedními obcemi sídla jsou Popůvky, Kuroslepy, Březník, Mohelno, Sedlec a Kramolín.

## Název
V té době se nazývala Kladoruby. Název byl odvozen od zaměstnání původních osadníků, kteří byli dřevorubci nazývaní rubači klád. Do roku 1913 se všeobecně užívalo názvu Kladoruby.
Výnosem okresního hejtmanství z roku 1912 č. 20/516 byl stanoven úřední název Kladeruby.

## Geografie
Po jižním okraji zastavěného území Kladerub nad Oslavou prochází z východu na západ silnice vycházející ze silnice II/392 a pokračující přes osady Sedlecká Myslivna a Sedlecký Dvůr do Popůvek. Jižně od Kladerub prochází přes území obce z východu na západ silnice z Mohelna do Kramolína. Ze severu na jih od osady Vlčí kopec prochází užitková cesta až nad údolí Vodní nádrže Mohelno kolem rozhledny Babylon. Po této užitkové cestě prochází modrá turistická značka a v jižní části kolem rozhledny Babylon také cyklostezky – Pivovarská a Energetická. V jižní části se odpojuje na rozcestí Zelený les žlutá turistická stezka vedoucí do Kramolína. Na severním okraji území obce prochází od Vlčího kopce zelená turistická stezka a na západním okraji obce prochází červená turistická stezka. Na severozápadním okresu do území obce zasahuje část letiště Náměšť.
Na severním okraji obce se nachází NPR Divoká Oslava a PR Údolí Oslavy a Chvojnice, dole v údolí Oslavy se také nachází památný strom Smrk na Oslavě. Cesta od silnice k zámku Vlčí kopec je tvořena památkově chráněnou Haugwitzovou alejí.
Jižní, západní a část severní části území obce je zalesněna, severní hranice území je zalesněna nad prudkým údolím řeky Oslavy, západní část území je zalesněna prakticky kompletně a byla hospodářsky využívána, lesy jsou protkány pravidelnými cestami. Východní část území obce nedaleko u zastavěného území je využívána zemědělsky. Východní okraj území obce je opět zalesněný a leží nad údolím tzv. Skřipiny. 
Severní okraj území obce tvoří Oslava, která protéká údolím a NPR Divoká Oslava, severozápadní okraj území obce tvoří potok Kotlík, který se vlévá do Oslavy. Na Kotlíku leží vodopád na Kotlíku a vlévá se do něj malý potůček Bližná. V Kladerubách pramení potok Vlčina, který teče východním směrem přes rybníky Vlčina I a Vlčina II a vlévá se také do Oslavy mimo území obce. Na zalesněném území obce pramení Mančalovský potok, ten se pak v rybníku Mančalov vlévá do Skřipinského potoka, ten pramení také v lesích na území obce a přes rybník Tlustý a Mančalov pokračuje dál východním směrem a vlévá se mimo území obce do Oslavy. V lesích pramení i menší potoky Mohelnička a Štenkrava. 
Většina území obce se nachází ve výšce kolem 400 metrů, v lesích se nachází kopce Mančalov (442 metrů) a Zelený kopec (491 metrů).
Na západním okraji území obce se nachází osada Sedlecká myslivna, na severním okraji území obce nad údolím Oslavy se nachází někdejší lovecký zámeček a pozdější ubytovna Vlčí kopec. Na jihu území obce se nachází památkově chráněná rozhledna Babylon. Za severovýchodní hranicí obce se nachází hradiště Skřipina a Skřipinský mlýn.

## Historie
Obec Kladeruby nad Oslavou je v písemných pramenech uváděna poprvé v roce 1368 (Cladoruby). V tu dobu byl součástí obce i Sedlecký dvůr a myslivna. Podél Kladerub procházela ve středověku Haberská cesta. V roce 1379 získal vesnici od Jindřicha z Lipé Aleš z Cimburka. Roku 1399 pak ale Aleš prodal vesnici majitelům náměšťského panství Janovi a Jindřichovi z Lomnice. Kolem roku 1409 proběhlo obléhání náměšťského a mohelenského hradu Lackem z Kravař, kdy panství náměšťské i mohelské bylo značně poničeno.
V roce 1468 získal vesnici Zikmund, který se pak nazýval z Kladrub. V roce 1527 se obec stala součástí náměšťského panství a historie je tak blízce spojena s rodem Haugviců a dalších majitelů náměšťského panství. V roce 1840 byla ve vesnici založena škola, ta ale působila různě po domech obyvatel a tak od roku 1870 pak chodily děti do školy v Mohelně. Od roku 1893 pak škola opět působila přímo v Kladerubech.
V roce 1943 se událo letecké střetnutí nad Kladerubami, anglická a německá letka se střetla nad vesnicí a při úprku německých letadel bylo shozeno několik bomb.
Do roku 1849 patřily Kladeruby nad Oslavou do náměšťského panství, od roku 1850 patřily do okresu Moravský Krumlov, pak od roku 1868 do okresu Třebíč, následně mezi roky 1949 a 1960 do okresu Velká Bíteš a od roku 1960 do okresu Třebíč. Mezi lety 1980 a 1990 patřily Kladeruby nad Oslavou pod Mohelno, následně se obec osamostatnila. Do roku 1919 byla součástí Kladerub i obec Kramolín.

## Obyvatelstvo
| Rok            | 1869 | 1880 | 1890 | 1900 | 1910 | 1921 | 1930 | 1950 | 1961 | 1970 | 1980 | 1991 | 2001 | 2011 | 2021 |
| -------------- | ---- | ---- | ---- | ---- | ---- | ---- | ---- | ---- | ---- | ---- | ---- | ---- | ---- | ---- | ---- |
| Počet obyvatel | 159  | 222  | 246  | 256  | 227  | 226  | 259  | 220  | 219  | 224  | 206  | 201  | 194  | 200  | 190  |
| Počet domů     | 24   | 28   | 42   | 37   | 40   | 40   | 56   | 63   | 62   | 59   | 59   | 71   | 75   | 76   | 78   |

## Obecní správa

### Obecní symboly
Znak a vlajka byly obci uděleny rozhodnutím předsedy Poslanecké sněmovny Parlamentu České republiky dne 6. června 2017.

## Politika
Do roku 2014 zastával funkci starosty Jiří Staněk, od roku 2014 vykonává funkci starosty Milan Horký.

### Volby do Poslanecké sněmovny
|       | 2006                | 2010                | 2013                | 2017                | 2021                |
| ----- | ------------------- | ------------------- | ------------------- | ------------------- | ------------------- |
| 1.    | ČSSD (35,24 %)      | ČSSD (35,08 %)      | ANO 2011 (33,66 %)  | ANO (41,12 %)       | ANO (36,75 %)       |
| 2.    | KDU-ČSL (18,85 %)   | KDU-ČSL (11,4 %)    | ČSSD (17,82 %)      | ČSSD (14,01 %)      | SPD (16,23 %)       |
| 3.    | KSČM (18,03 %)      | TOP 09 (10,52 %)    | KDU-ČSL (16,83 %)   | KSČM (14,01 %)      | ČSSD (14,52 %)      |
| účast | 75,15 % (124 z 165) | 70,73 % (116 z 164) | 63,75 % (102 z 160) | 67,30 % (107 z 159) | 75,48 % (117 z 155) |

### Volby do krajského zastupitelstva
|      | 1.                 | 2.                    | 3.                      | účast               |
| ---- | ------------------ | --------------------- | ----------------------- | ------------------- |
| 2000 | 4KOALICE (32,69 %) | KSČM (17,3 %)         | SNK (13,46 %)           | 34,14 % (56 z 164)  |
| 2004 | KDU-ČSL (33,33 %)  | ODS (19,6 %)          | SNK (17,64 %)           | 33,75 % (54 z 160)  |
| 2008 | ČSSD (46,39 %)     | KSČM (17,52 %)        | KDU-ČSL (12,37 %)       | 60,98 % (100 z 164) |
| 2012 | ČSSD (31,94 %)     | KDU-ČSL (26,38 %)     | KSČM (18,05 %)          | 46,67 % (77 z 165)  |
| 2016 | SPD+SPO (27,94 %)  | ČSSD (17,64 %)        | KSČM (14,7 %)           | 42,77 % (68 z 159)  |
| 2020 | ANO (31,57 %)      | ČSSD (17,1 %)         | STAN+SNK ED (14,47 %)   | 45,51 % (76 z 167)  |
| 2024 | ANO (61,42 %)      | STAN+SNK ED (11,42 %) | ODS+TOP 09+STO (8,57 %) | 44,65 % (71 z 159)  |

### Prezidentské volby
V prvním kole prezidentských voleb v roce 2013 první místo obsadil Miloš Zeman (57 hlasů), druhé místo obsadil Jan Fischer (24 hlasů) a třetí místo obsadil Karel Schwarzenberg (12 hlasů). Volební účast byla 66,46 %, tj. 107 ze 161 oprávněných voličů. V druhém kole prezidentských voleb v roce 2013 první místo obsadil Miloš Zeman (87 hlasů) a druhé místo obsadil Karel Schwarzenberg (25 hlasů). Volební účast byla 69,57 %, tj. 112 ze 161 oprávněných voličů.
V prvním kole prezidentských voleb v roce 2018 první místo obsadil Miloš Zeman (82 hlasů), druhé místo obsadil Jiří Drahoš (18 hlasů) a třetí místo obsadil Pavel Fischer (8 hlasů). Volební účast byla 77,07 %, tj. 121 ze 157 oprávněných voličů. V druhém kole prezidentských voleb v roce 2018 první místo obsadil Miloš Zeman (98 hlasů) a druhé místo obsadil Jiří Drahoš (30 hlasů). Volební účast byla 80,00 %, tj. 128 ze 160 oprávněných voličů.
V prvním kole prezidentských voleb v roce 2023 první místo obsadil Andrej Babiš (61 hlasů), druhé místo obsadil Petr Pavel (25 hlasů) a třetí místo obsadila Danuše Nerudová (14 hlasů). Volební účast byla 74,68 %, tj. 115 ze 154 oprávněných voličů. V druhém kole prezidentských voleb v roce 2023 první místo obsadil Andrej Babiš (75 hlasů) a druhé místo obsadil Petr Pavel (41 hlasů). Volební účast byla 74,84 %, tj. 116 ze 155 oprávněných voličů.

## Pamětihodnosti
Nejbližší historickou památkou je lovecký zámeček Vlčí kopec vystavěný v letech 1829–1830 Jindřichem Vilémem Haugvicem, který byl v majetku Haugviců až do roku 1945. Dále patří mezi památky na katastru Kladerub rozhledna Babylon (491 metrů) na Zeleném kopci z roku 1831.
V místních lesích se nachází památník posledního střeleného jelena v panství. Od zámečku na Vlčím kopci vedla takzvaná Anina cesta, která vedla k zámku v Náměšti nad Oslavou a křížila řeku Oslavu.
Na návsi je barokní kaplička, která byla v roce 1850 opravena a pak znovu na konci 20. století.

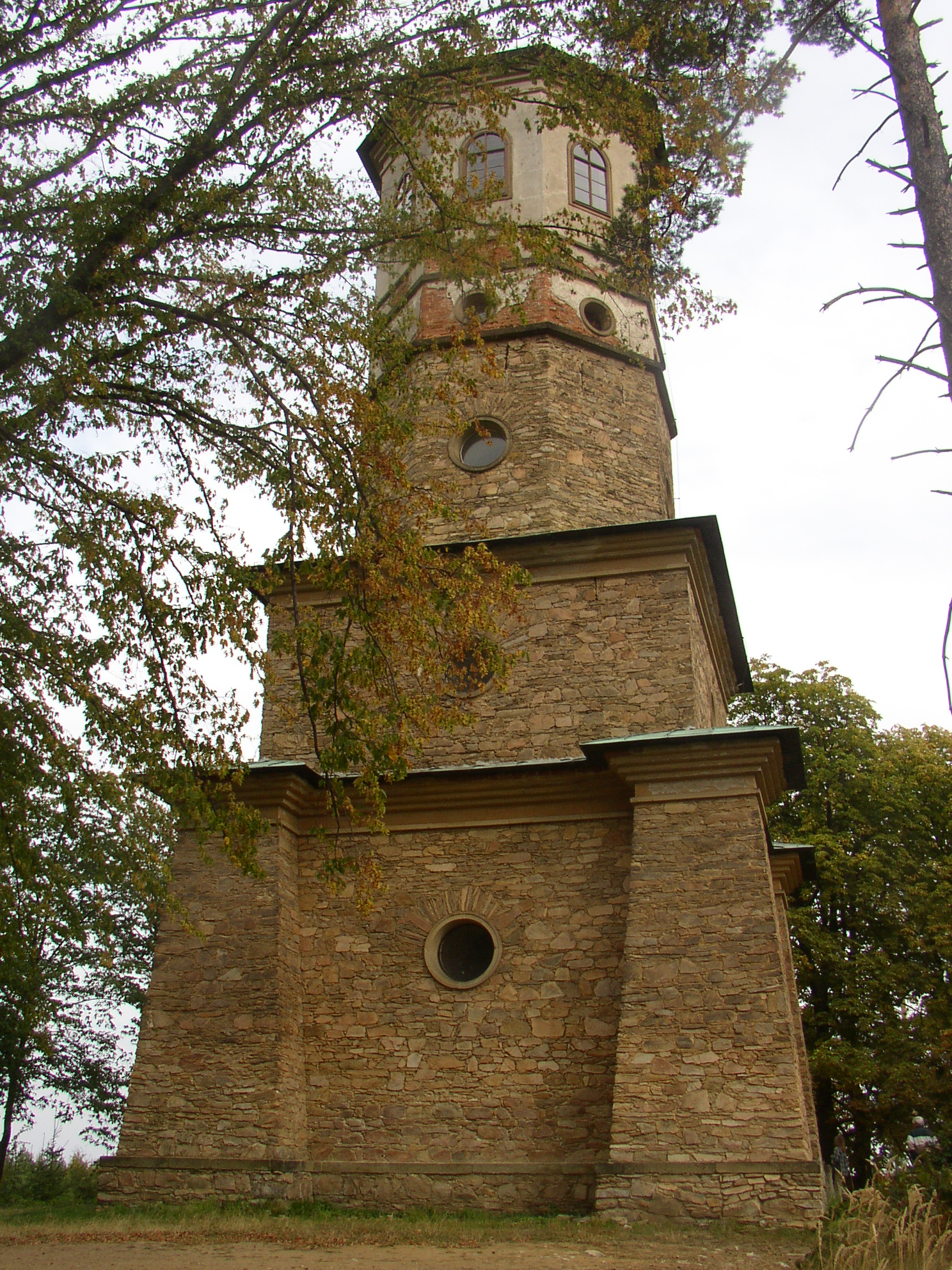
Rozhledna Babylon
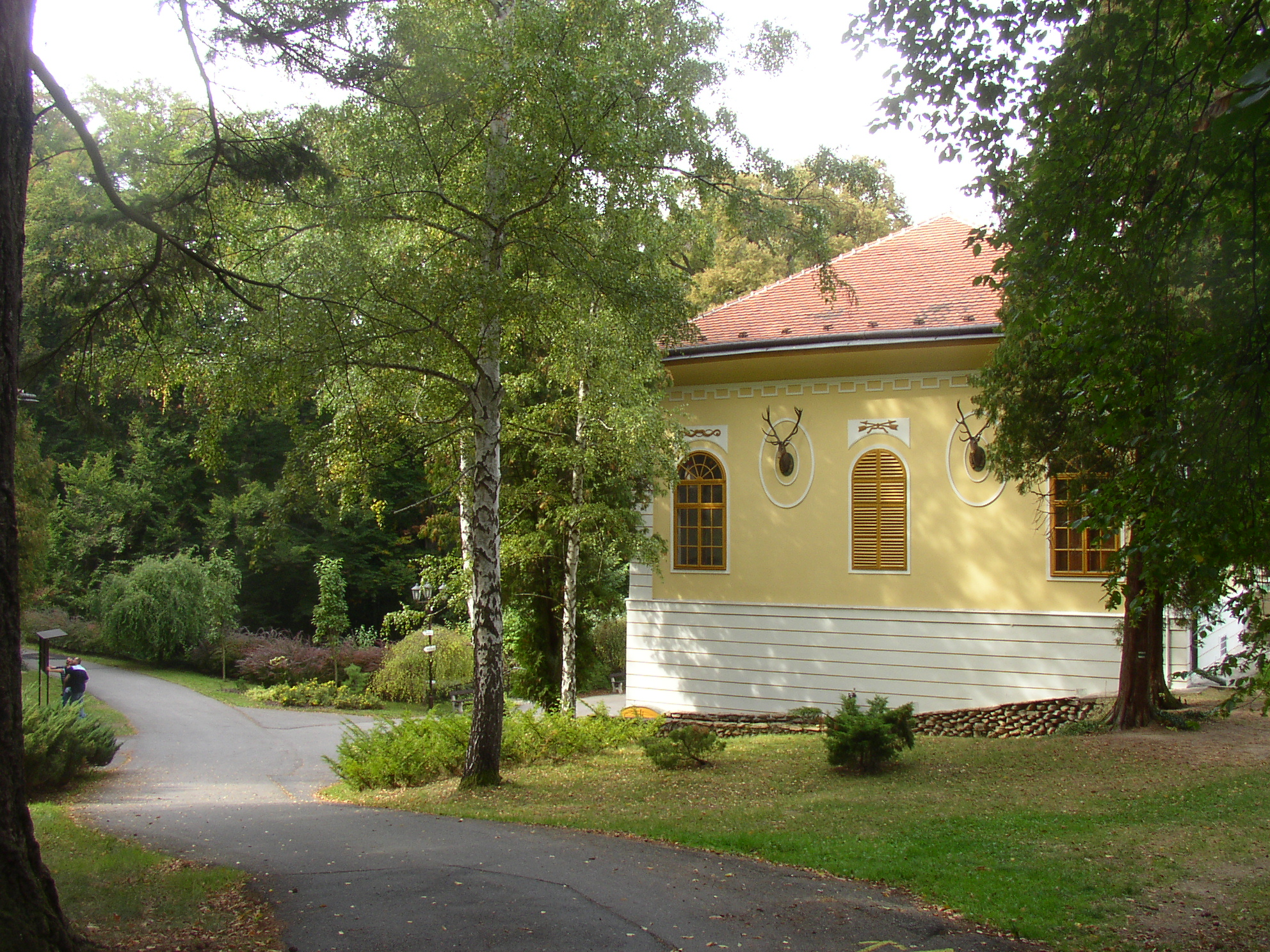
Lovecký zámeček Vlčí Kopec

## Farnost
Kladeruby nad Oslavou patří do Římskokatolické farnosti Mohelno.